# David Pearson
David Pearson, född 22 december 1934 i Spartanburg, South Carolina, död 12 november 2018 i Spartanburg, South Carolina, var en amerikansk racerförare.

## Racingkarriär
Pearson debuterade i Nascar 1960, och tog sin första seger i World 600 1961. Han skulle sedan bli en av serien största förare någonsin med sina tre titlar. Den första kom 1966, och de två andra 1968 och 1969. Den främsta anledningen till att han inte vann mer titlar var att Richard Petty oftast besegrade honom med knapp marginal. Han vann totalt 105 segrar under sin karriär, som han avslutade 1986. Han valdes 1993 in i International Motorsports Hall of Fame.